# Гілс-да-Сарданья
Гілс-да-Сарда́нья (кат. Guils de Cerdanya, вимова літературною каталанською [giłs də səɾ'daɲə]) — муніципалітет, розташований в Автономній області Каталонія, в Іспанії. Код муніципалітету за номенклатурою Інституту статистики Каталонії — 170828. Знаходиться у районі (кумарці) Башя-Сарданья (коди району — 15 та CD) провінції Жирона, згідно з новою адміністративною реформою перебуватиме у складі баґарії (округи) Ал-Пірінеу і Баль-д'Аран.

## Назва муніципалітету
Назва муніципалітету можливо походить від лат. equiles — «стайні» та лат. Ceretānia — «країна серетанів», кельтського племені, що мешкало на цій території до завоювання Іберії Римом. Перша зафіксована форма назви — Eguils (у 819 р.) та Enguils (у 1011 р.) .

## Населення
Населення міста (у 2007 р.) становить 467 осіб (з них менше 14 років — 11,6 %, від 15 до 64 — 74,5 %, понад 65 років — 13,9 %). У 2006 р. народжуваність склала 3 особи, смертність — 4 особи, зареєстровано 1 шлюб. У 2001 р. активне населення становило 170 осіб, з них безробітних — 2 особи.

Серед осіб, які проживали на території міста у 2001 р., 285 народилися в Каталонії (з них 191 особа у тому самому районі, або кумарці), 28 осіб приїхало з інших областей Іспанії, а 18 осіб приїхало з-за кордону. 

Вищу освіту має 13,9 % усього населення. 

У 2001 р. нараховувалося 136 домогосподарств (з них 32,4 % складалися з однієї особи, 27,9 % з двох осіб,17,6 % з 3 осіб, 14,0 % з 4 осіб, 2,9 % з 5 осіб, 4,4 % з 6 осіб, 0,7 % з 7 осіб, 0,0 % з 8 осіб і 0,0 % з 9 і більше осіб).

Активне населення міста у 2001 р. працювало у таких сферах діяльності: у сільському господарстві — 20,8 %, у промисловості — 3,0 %, на будівництві — 21,4 % і у сфері обслуговування — 54,8 %. 

 У муніципалітеті або у власному районі (кумарці) працює 93 особи, поза районом — 91 особа.

### Безробіття
У 2007 р. нараховувалося 5 безробітних (у 2006 р. — 6 безробітних), з них чоловіки становили 20,0 %, а жінки — 80,0 %.

## Економіка

### Підприємства міста

#### Промислові підприємства
| \| Промислові підприємства міста, за сферою діяльності \| Промислові підприємства міста, за сферою діяльності \| Промислові підприємства міста, за сферою діяльності \| \| Рік \| 2002 р. \| 2001 р. \| \| --------------------------------------------------- \| --------------------------------------------------- \| --------------------------------------------------- \| \| Енергетичні та водні ресурси \| 0,0 % \| 0,0 % \| \| Хімія та метали \| 0,0 % \| 0,0 % \| \| Переробка металів \| 0,0 % \| 0,0 % \| \| Продукти харчування \| 0,0 % \| 0,0 % \| \| Текстиль \| 0,0 % \| 0,0 % \| \| Виробництво меблів, видання \| 100,0 % \| 100,0 % \| \| Інше \| 0,0 % \| 0,0 % \| \| Усього підприємств \| 1 \| 1 \| |         |         |
| Промислові підприємства міста, за сферою діяльності |         |         |
| Рік | 2002 р. | 2001 р. |
| Енергетичні та водні ресурси | 0,0 %   | 0,0 %   |
| Хімія та метали | 0,0 %   | 0,0 %   |
| Переробка металів | 0,0 %   | 0,0 %   |
| Продукти харчування | 0,0 %   | 0,0 %   |
| Текстиль | 0,0 %   | 0,0 %   |
| Виробництво меблів, видання | 100,0 % | 100,0 % |
| Інше | 0,0 %   | 0,0 %   |
| Усього підприємств | 1       | 1       |

#### Роздрібна торгівля
| \| Підприємства роздрібної торгівлі міста, за сферою діяльності \| Підприємства роздрібної торгівлі міста, за сферою діяльності \| Підприємства роздрібної торгівлі міста, за сферою діяльності \| \| Рік \| 2002 р. \| 2001 р. \| \| ------------------------------------------------------------ \| ------------------------------------------------------------ \| ------------------------------------------------------------ \| \| Продукти харчування \| 100,0 % \| 100,0 % \| \| Одяг та взуття \| 0,0 % \| 0,0 % \| \| Товари для дому \| 0,0 % \| 0,0 % \| \| Книги та періодичні видання \| 0,0 % \| 0,0 % \| \| Промислова хімічна продукція \| 0,0 % \| 0,0 % \| \| Продукція, пов'язана з транспортними засобами \| 0,0 % \| 0,0 % \| \| Інше \| 0,0 % \| 0,0 % \| \| Усього підприємств \| 1 \| 1 \| |         |         |
| Підприємства роздрібної торгівлі міста, за сферою діяльності |         |         |
| Рік | 2002 р. | 2001 р. |
| Продукти харчування | 100,0 % | 100,0 % |
| Одяг та взуття | 0,0 %   | 0,0 %   |
| Товари для дому | 0,0 %   | 0,0 %   |
| Книги та періодичні видання | 0,0 %   | 0,0 %   |
| Промислова хімічна продукція | 0,0 %   | 0,0 %   |
| Продукція, пов'язана з транспортними засобами | 0,0 %   | 0,0 %   |
| Інше | 0,0 %   | 0,0 %   |
| Усього підприємств | 1       | 1       |

#### Сфера послуг
| \| Підприємства міста, що працюють у сфері послуг, за діяльністю \| Підприємства міста, що працюють у сфері послуг, за діяльністю \| Підприємства міста, що працюють у сфері послуг, за діяльністю \| \| Рік \| 2002 р. \| 2001 р. \| \| ------------------------------------------------------------- \| ------------------------------------------------------------- \| ------------------------------------------------------------- \| \| Гуртова торгівля \| 8,0 % \| 8,7 % \| \| Готелі та готельний бізнес \| 24,0 % \| 26,1 % \| \| Транспорт та зв'язок \| 0,0 % \| 0,0 % \| \| Посередницькі фінансові послуги \| 0,0 % \| 0,0 % \| \| Послуги підприємствам \| 4,0 % \| 0,0 % \| \| Послуги фізичним особам \| 36,0 % \| 34,8 % \| \| Нерухомість та ін. \| 28,0 % \| 30,4 % \| \| Усього підприємств \| 25 \| 23 \| |         |         |
| Підприємства міста, що працюють у сфері послуг, за діяльністю |         |         |
| Рік | 2002 р. | 2001 р. |
| Гуртова торгівля | 8,0 %   | 8,7 %   |
| Готелі та готельний бізнес | 24,0 %  | 26,1 %  |
| Транспорт та зв'язок | 0,0 %   | 0,0 %   |
| Посередницькі фінансові послуги | 0,0 %   | 0,0 %   |
| Послуги підприємствам | 4,0 %   | 0,0 %   |
| Послуги фізичним особам | 36,0 %  | 34,8 %  |
| Нерухомість та ін. | 28,0 %  | 30,4 %  |
| Усього підприємств | 25      | 23      |

## Житловий фонд
У 2001 р. 2,9 % усіх родин (домогосподарств) мали житло метражем до 59 м2, 11,8 % — від 60 до 89 м2, 50,7 % — від 90 до 119 м2 і
34,6 % — понад 120 м2.

З усіх будівель у 2001 р. 9,2 % було одноповерховими, 69,7 % — двоповерховими, 19,9 % — триповерховими, 1,2 % — чотириповерховими, 0,0 % — п'ятиповерховими, 0,0 % — шестиповерховими,
0,0 % — семиповерховими, 0,0 % — з вісьмома та більше поверхами.

## Автопарк
| \| Автомобілі, зареєстровані у місті, за призначенням \| Автомобілі, зареєстровані у місті, за призначенням \| Автомобілі, зареєстровані у місті, за призначенням \| \| Рік \| 2006 р. \| 2005 р. \| \| -------------------------------------------------- \| -------------------------------------------------- \| -------------------------------------------------- \| \| Приватні автомобілі \| 50,3 % \| 49,3 % \| \| Мотоцикли \| 11,6 % \| 11,7 % \| \| Вантажівки \| 31,1 % \| 31,7 % \| \| Трактори \| 0,0 % \| 0,0 % \| \| Автобуси та ін. \| 7,1 % \| 7,2 % \| \| Усього автомобілів \| 396 шт. \| 375 шт. \| |         |         |
| Автомобілі, зареєстровані у місті, за призначенням |         |         |
| Рік | 2006 р. | 2005 р. |
| Приватні автомобілі | 50,3 %  | 49,3 %  |
| Мотоцикли | 11,6 %  | 11,7 %  |
| Вантажівки | 31,1 %  | 31,7 %  |
| Трактори | 0,0 %   | 0,0 %   |
| Автобуси та ін. | 7,1 %   | 7,2 %   |
| Усього автомобілів | 396 шт. | 375 шт. |

## Вживання каталанської мови
У 2001 р. каталанську мову у місті розуміли 100,0 % усього населення (у 1996 р. — 100,0 %), вміли говорити нею 94,5 % (у 1996 р. — 97,0 %), вміли читати 92,4 % (у 1996 р. — 88,7 %), вміли писати 64,3 % (у 1996 р. — 56,0 %). Не розуміли каталанської мови 0,0 %.

## Політичні уподобання
У виборах до Парламенту Каталонії у 2006 р. взяло участь 195 осіб (у 2003 р. — 216 осіб). Голоси за політичні сили розподілилися таким чином:
| \| Вибори до Парламенту Каталонії \| Вибори до Парламенту Каталонії \| Вибори до Парламенту Каталонії \| \| Рік \| 2006 р. \| 2003 р. \| \| -------------------------------------- \| ------------------------------ \| ------------------------------ \| \| Конвергенція та Єднання (CiU) \| 61,5 % \| 58,8 % \| \| Соціалістична партія Каталонії (PSC) \| 7,7 % \| 13,0 % \| \| Народна партія (PP) \| 6,2 % \| 7,9 % \| \| Ініціатива за Каталонію — Зелені (ICV) \| 6,2 % \| 1,4 % \| \| Республіканська лівиця Каталонії (ERC) \| 17,4 % \| 18,1 % \| \| Громадяни — Громадянська партія (C's) \| 0,0 % \| 0,0 % \| \| Інші \| 1,0 % \| 0,9 % \| |         |         |
| Вибори до Парламенту Каталонії |         |         |
| Рік | 2006 р. | 2003 р. |
| Конвергенція та Єднання (CiU) | 61,5 %  | 58,8 %  |
| Соціалістична партія Каталонії (PSC) | 7,7 %   | 13,0 %  |
| Народна партія (PP) | 6,2 %   | 7,9 %   |
| Ініціатива за Каталонію — Зелені (ICV) | 6,2 %   | 1,4 %   |
| Республіканська лівиця Каталонії (ERC) | 17,4 %  | 18,1 %  |
| Громадяни — Громадянська партія (C's) | 0,0 %   | 0,0 %   |
| Інші | 1,0 %   | 0,9 %   |

У муніципальних виборах у 2007 р. взяло участь 254 особи (у 2003 р. — 240 осіб). Голоси за політичні сили розподілилися таким чином:
| \| Муніципальні вибори \| Муніципальні вибори \| Муніципальні вибори \| \| Рік \| 2007 р. \| 2003 р. \| \| -------------------------------------- \| ------------------- \| ------------------- \| \| Конвергенція та Єднання (CiU) \| 82,3 % \| 72,9 % \| \| Соціалістична партія Каталонії (PSC) \| 0,0 % \| 0,0 % \| \| Народна партія (PP) \| 0,0 % \| 0,0 % \| \| Ініціатива за Каталонію — Зелені (ICV) \| 0,0 % \| 0,0 % \| \| Республіканська лівиця Каталонії (ERC) \| 17,7 % \| 0,0 % \| \| Громадяни — Громадянська партія (C's) \| 0 % \| 0 % \| \| Інші \| 0,0 % \| 27,1 % \| |         |         |
| Муніципальні вибори |         |         |
| Рік | 2007 р. | 2003 р. |
| Конвергенція та Єднання (CiU) | 82,3 %  | 72,9 %  |
| Соціалістична партія Каталонії (PSC) | 0,0 %   | 0,0 %   |
| Народна партія (PP) | 0,0 %   | 0,0 %   |
| Ініціатива за Каталонію — Зелені (ICV) | 0,0 %   | 0,0 %   |
| Республіканська лівиця Каталонії (ERC) | 17,7 %  | 0,0 %   |
| Громадяни — Громадянська партія (C's) | 0 %     | 0 %     |
| Інші | 0,0 %   | 27,1 %  |